# Hiperforina

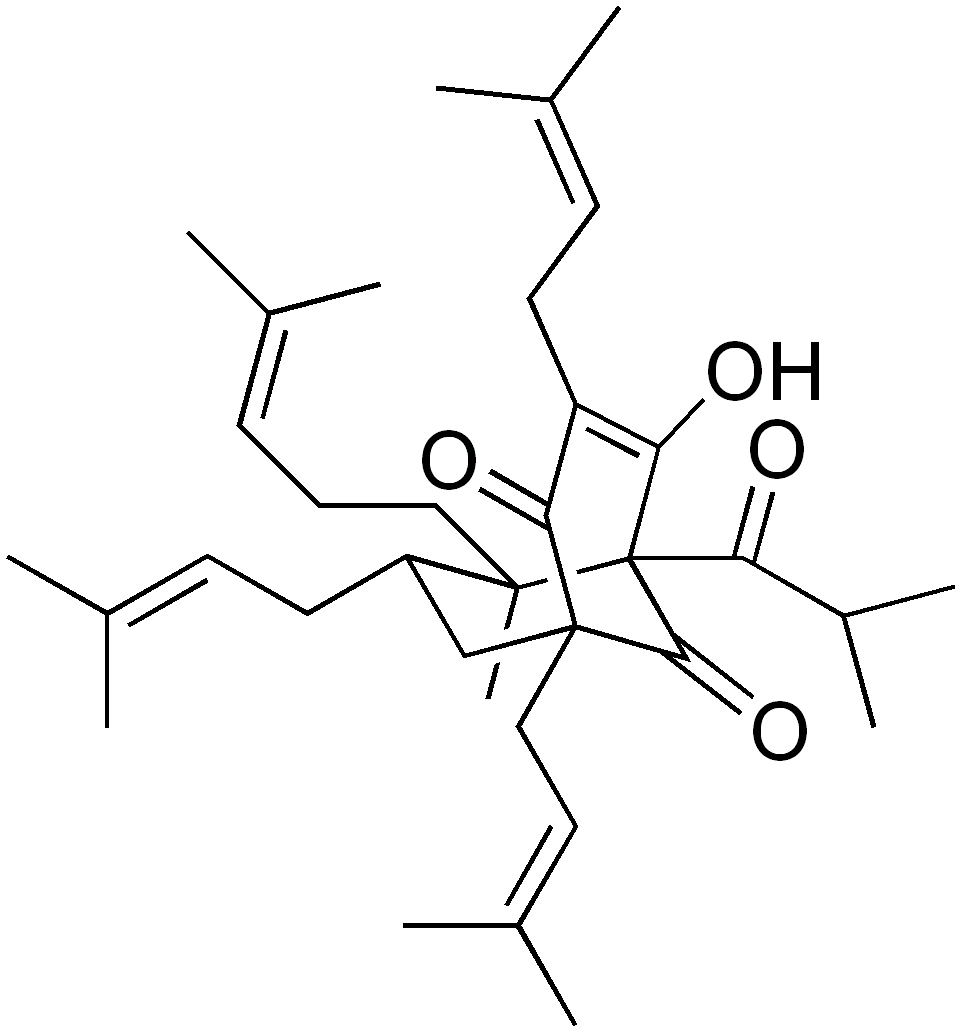
Molécula de la hiperforina.

La hiperforina es un derivado de floroglucina que se extrae de la hierba de San Juan al que se atribuyen efectos sobre los neurotransmisores y las células nerviosas en el cerebro. Inhibe la recaptura de dopamina, noradrenalina, ácido gamma-aminobutírico y glutamato.
Por ello se utiliza en el tratamiento de enfermedades mentales y degenerativas, como el Alzheimer, la depresión y ansiedad leve, la demencia vascular, el insomnio, entre otras.

## Propiedades químicas
Fórmula química
C35H52O4.
Molaridad
536.78 g/mol. a 1 atm y 25° C.